# Lauterbach (Loisach)
Der Lauterbach ist ein rechter Zufluss der Loisach bei Oberau in Oberbayern.

## Geographie
Der Lauterbach entspringt in mehreren Quelltöpfen direkt am östlichen Rand des Loisachmoores unterhalb der Nassen Wand am Westrand des Estergebirges.
Am Ostrand des Moores zieht er zunächst auch nordwärts, bevor er sich nach Westen wendet, das Moor durchquert und schließlich von rechts in die Loisach mündet.